# Bernd Kundrun
Bernd Kundrun (* 8. November 1957 in Wuppertal) ist ehemaliger Vorstandsvorsitzender der Gruner + Jahr AG in Hamburg.

## Karriere
Kundrun studierte Betriebswirtschaft an der Westfälischen Wilhelms-Universität in Münster und promovierte im Anschluss daran an der Universität Innsbruck. 
1984 begann er seine Laufbahn als Assistent der Geschäftsleitung bei der Bertelsmann Club GmbH und stieg 1987 zum Vertriebsleiter der Bertelsmann Club-Filialkette auf. 1989 wurde er beim Bertelsmann Club zum Marketinggeschäftsführer und Anfang 1993 zum Vorsitzenden der Geschäftsführung berufen. Von 1994 bis 1997 war Kundrun Geschäftsführer des Bezahlfernsehsenders Premiere in Hamburg. 1997 wurde er in den Vorstand von Gruner + Jahr berufen. Von August 1997 bis Ende Oktober 2000 verantwortete er den Unternehmensbereich Zeitungen, zu dem Titel wie die Berliner Zeitung, die Sächsische Zeitung und die Financial Times Deutschland sowie weitere Tageszeitungen im In- und Ausland gehörten.
Vom 1. November 2000 bis zum 6. Januar 2009 war Bernd Kundrun Vorsitzender des Vorstands der Gruner + Jahr AG, damals Europas größtem Zeitschriftenverlag. In dieser Zeit war er zugleich Mitglied des Vorstands der Bertelsmann AG.
Seit dem 1. Februar 2009 ist Bernd Kundrun Gesellschafter der gemeinnützigen Spendenplattform betterplace.org. Seit 2010 ist er zudem Vorsitzender des Aufsichtsrats der an Betterplace angedockten gemeinnützigen Aktiengesellschaft gut.org und seit 2015 deren Ehrenvorsitzender. Außerdem ist er Vorsitzender der Stiftung für die Hamburger Kunstsammlungen (SHK).
Ende 2009 gründete Bernd Kundrun die Start 2 Ventures Beteiligungsgesellschaft mbH, die verschiedenen Online Start-ups Gründungs-Kapital zur Verfügung stellt. Außerdem ist Bernd Kundrun Mitglied im Verwaltungsrat der Neuen Zürcher Zeitung, im Aufsichtsrat von CTS Eventim sowie im Verwaltungsrat der RTL Group.

## Privates
Bernd Kundrun ist verheiratet und hat einen Sohn.